# Berzelia
Berzelia es un género  de plantas   perteneciente a la familia Bruniaceae.  Comprende 23 especies descritas y de estas, solo 12 aceptadas.

## Taxonomía
El género fue descrito por Adolphe Theodore Brongniart y publicado en Annales des Sciences Naturelles (Paris) 8: 370. 1826. La especie tipo es: Berzelia lanuginosa Brongn. 

## Especies aceptadas
A continuación se brinda un listado de las especies del género Berzelia aceptadas hasta octubre de 2013, ordenadas alfabéticamente. Para cada una se indica el nombre binomial seguido del autor, abreviado según las convenciones y usos.
- Berzelia abrotanoides (L.) Brongn.
- Berzelia burchellii Dummer
- Berzelia commutata Sond.
- Berzelia cordifolia Schltdl.
- Berzelia dregeana Colozza
- Berzelia ecklonii Pillans
- Berzelia galpinii Pillans
- Berzelia incurva Pillans
- Berzelia intermedia Schltdl.
- Berzelia lanuginosa (L.) Brongn.
- Berzelia rubra Schltdl.
- Berzelia squarrosa (Thunb.) Sond.